# Hugh Samuel Johnson
Hugh Samuel Johnson, ameriški general, * 1882, Kansas, † 1942.
Leta 1930 je diplomiral na Vojaški akademiji ZDA in postal častnik Kopenske vojske ZDA. 
Leta 1919 se je upokojil iz aktivne vojaške službe in postal poslovnež ter svetovalec. Med drugim je pomagal Rooseveltu.